# Манос, Константинос
Константинос Манос (греч.  Κωνσταντίνος Μάνος  Афины, Греческое королевство 1869 — Лангадас, Салоники, Греческое королевство 1913) — греческий поэт, революционер и политик конца XIX — начала XX веков.

## Биография
Константин Манос родился в 1869 году в Афинах, в семье офицера Трасивулоса Маноса. Отец был родом из известной семьи фанариотов Маносов, а также из македонян Кастории.
Мать, Роксани Мавромихали, была родом из прославленной маниатской семьи Мавромихалисов.
Манос учился юриспруденции в Лейпциге и философии в Оксфорде.
Был учителем греческого императрицы Австрии Елизаветы.
В середине 90-х годов Манос оставил уроки с коронованной особой и предложил себе в замену Константина Христоманоса.
Причиной было вовлечение Маноса в Комитет подготовки первой Олимпиады современности.

## Романтик любительского спорта
Манос занялся вопросами спорта, ещё будучи студентом за границей, в особенности в Оксфорде.
Находясь ещё за границей, Манос принимал участие в организации спортивных институтов в Греции. Будучи популярным поэтом (уже в 1890 году он издал получивший широкую известность поэтический сборник «Речи сердца») он написал стихи для гимна «Всегреческого гимнастического клуба» (Π.Γ.Σ.). Музыку к гимну написал Спиридон Самарас, будущий автор «Олимпийского гимна». «Гимн Гимнастического клуба» был впервые исполнен в 1893 году.
Будучи «романтиком любительского спорта», Манос основал в 1895 году «Спортивный союз Афин» (Α.Ο. Αθηνών).
Он был одним из инициаторов и организаторов первых Олимпийских игр современности в Афинах в 1896 году.

## Крит
Одновременно, Константин Манос был вовлечён в деятельность подпольного «Национального общества» членами которого также состояли его отец и брат, Петрос.
«Общество» ставило своей целью освобождение греческих земель, остававшихся под османским контролем, в частности Македонии, Эпира и Крита.
С началом Критского восстания в 1897 году, Манос отправился на восставший остров, где возглавил им же и созданный «Священный отряд».
Восстание привело к автономии острова, но не к воссоединению с Грецией.
Этот факт, вместе с неудачным исходом непродолжительной, сколь и «странной» греко-турецкой войны 1897 года, разыгранной европейскими банковскими кругами, при содействии королевского двора, в которой его отец командовал второстепенным Эпирским фронтом, стали причиной разочарований Константина Маноса.
Он оставил Грецию и 2 года путешествовал, добравшись до Аляски.
Вернувшись на Крит он стал мэром города Ханья, в период (1900—1902).

## Македония
В период, когда Манос был мэром в Ханья, на территории Османской Македонии развернулась, так называемая, Борьба за Македонию, которая имела не только и не столько антиосманский характер, но носила характер антагонизма между различными национальными группами христианского населения Македонии, в основном между греческим и верным Константинопольскому патриарху славяноязычным населением и болгарским населением и последователями болгарской экзархии. Правительство Греческого королевства, находясь под международным финансовым контролем, опасалось дипломатических осложнений и не проявляло инициатив в македонском вопросе. Инициативу взяли в свои руки молодые офицеры, такие как Павлос Мелас, Константинос Мазаракис, Георгиос Катехакис и другие:58.
Манос отправился в Македонию для участия в «Борьбе», тем более, что его род восходил, как к фанариотам, так и к македонянам из Кастории. Поскольку Греческое королевство не находилось в состоянии войны с Османской империей, греческие волонтёры, принимавшие участие в Борьбе за Македонию, действовали под псевдонимами.
Манос, под псевдонимом Михаилидис, действовал в Западной Македонии, по стечению обстоятельств, в регионе происхождения предков, регионе Кастории.
Был арестован турками, но вскоре освобождён.
В 1905 году Манос вернулся на Крит. В том же году в регионе Кастории начал действовать его брат Петрос Манос, под псевдонимом «капитан Вергос».

## Революция в Териссос
Вернувшись на Крит, Манос принял участие в критском Собрании в Териссос и вступил в противоборство с принцем Георгом, возглавлявшим в те годы автономное Критское государство.
Вместе с Элефтерием Венизелосом и Константином Фумисом (1860—1942), он был членом триумвирата, который возглавил Революцию в Териссос, приведшую в конечном итоге к энозису (воссоединению) острова с Грецией.
В 1906 году Манос был избран депутатом парламента от Ханья
Не забывая о Македонии, в 1907 он принял дела у Димитриос Калапотакис (1862—1921), став председателем «Македонского комитета».
В 1909 году он поддержал антимонархическое офицерское движение «Военного союза» и был представителем в двух последующих (конституционных) созывах парламента.

## Балканские войны и смерть

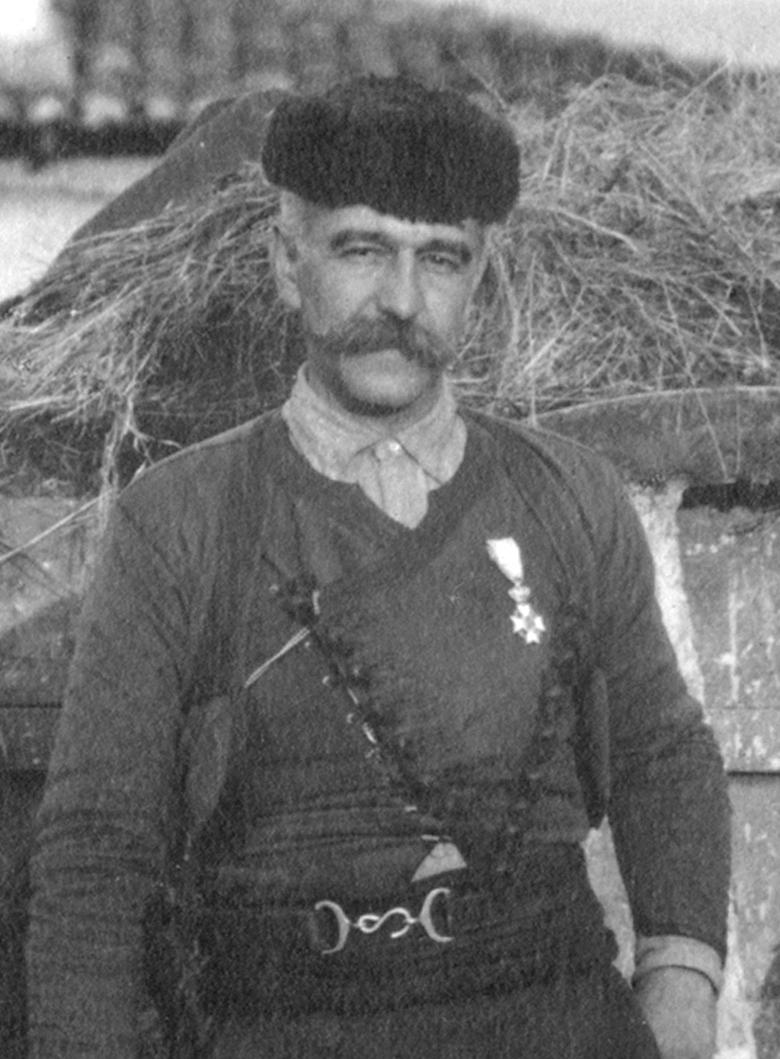
Константинос Манос в Эпире в 1912.

Константин Манос принял участие в Балканских войнах, возглавляя отряд, который, среди прочего, принял участие в освобождении города Превеза.
4 апреля 1913 года, за несколько месяцев до войны с болгарами, Манос вылетел из Салоник на самолёте Blériot XI, пилотом которого был один из пионеров греческой авиации, Эммануил Аргиропулос. Полет был разведывательным, целью его было выявление болгарских позиций накануне войны.
Самолет попал в зону мощной турбулентности и упал в районе Лангадаса, недалеко от Салоник.
Аргиропулос и Манос погибли. Гибель Аргиропулоса была первой потерей для греческой авиации.

## Литературная деятельность
Несмотря на то, что он погиб в возрасте 44 лет, Константинос Манос написал достаточно много стихов, которые издал в сборнике под названием «Речи сердца».
Сборник получил отличие на Филадельфийском конкурсе.
В языковом вопросе, который разделял греческую интеллигенцию на протяжении последних веков, Манос, вместе с поэтом Лорендзосом Мавилисом, был сторонником использования разговорного языка (димотика) в литературе.
В 1905 году он переложил на разговорный язык Антигону Софокла, что для той эпохи было новаторством и вызовом.